# تيم ميرفي (لاعب كرة قدم أمريكية)
تيم ميرفي (بالإنجليزية: Tim Murphy)‏ هو لاعب كرة قدم أمريكية أمريكي، ولد في 9 أكتوبر 1956 في كينغستون في الولايات المتحدة.